# Jana Kovačková
Jana Kovačková (* 13. Juni 2010 in Trutnov) ist eine tschechische Tennisspielerin und die Schwester von Alena, die ebenfalls Tennis spielt.

## Karriere
Kovačková begann bereits im Alter von drei Jahren mit dem Tennis, bevorzugt Sandplätze und spielt seit 2021 bei TK Sparta Prag.
2022 nahm sie an den Olympischen Spielen für Kinder und Jugendliche teil, wo sie sowohl im Einzel als auch im Doppel dominierte. Im Juli 2022 gewann sie zudem die tschechischen Juniorenmeisterschaften, sowohl im Einzel als auch im Doppel.
2023 gewann sie im Dezember die Orange Bowl der U14. Sie wurde am Ende des Jahres als U14 Spielerin des Jahres mit dem Tennis Europe Award U14 ausgezeichnet.
2024 gewann sie im Juli den Titel der U14 in Wimbledon. Im August gewann sie an der Seite von Laura Chlumská, Katerina Zajicková und Petra Cetkovská die Mannschaftsweltmeisterschaft U14 der ITF, wo sie alle fünf Einzel und drei ihrer vier Doppel gewann. Kovackova war 2024 die erfolgreichste Spielerin der ITF World Tennis Tour Juniors und gewann insgesamt 17 Titel (acht Einzel- und neun Doppeltitel). Dies sind die meisten Titel, die ein Spieler der ITF World Tennis Tour Juniors seit 1994 gewonnen hat, als der Argentinier Federico Browne 21 Titel holte. Sie wurde am Ende des Jahres zum zweiten Mal als U14 Spielerin des Jahres mit dem Tennis Europe Award U14 ausgezeichnet.
2025 erreichte sie bei den Australian Open im Juniorinneneinzel das Achtelfinale und mit ihrer Schwester im Juniorinnendoppel das Halbfinale. Ende Februar erreichte sie in Scharm asch-Schaich als erste und bislang einzige Spielerin des Geburtsjahrgangs 2010 ein Finale eines ITF-Turniers, das sie gegen Isabella Schinikowa mit 6:3, 0:6 und 6:77 knapp verlor. Mit 14 Jahren und 255 Tagen ist Kovačková nach Nicole Vaidišová die zweitjüngste tschechische Spielerin, die ein Finale im Dameneinzel der ITF Women’s World Tennis Tour seit Beginn der Aufzeichnungen der ITF World Tennis Tour 1994 erreicht hat. Vaidišová gewann im Oktober 2003 im Alter von 14 Jahren und 179 Tagen das mit 10.000 US-Dollar dotierte Turnier in Pilsen.

## Turniersiege

### Einzel
| Nr. | Datum         | Turnier | Kategorie | Belag | Finalgegnerin        | Ergebnis |
| --- | ------------- | ------- | --------- | ----- | -------------------- | -------- |
| 1.  | 30. März 2025 | Antalya | ITF W35   | Sand  | Denislawa Gluschkowa | 6:0, 6:1 |

### Doppel
| Nr. | Datum           | Turnier  | Kategorie | Belag     | Partnerin       | Finalgegnerinnen                | Ergebnis         |
| --- | --------------- | -------- | --------- | --------- | --------------- | ------------------------------- | ---------------- |
| 1.  | 19. April 2025  | Antalya  | ITF W15   | Sand      | Alena Kovačková | Stefania Bojica Linda Ševčíková | 5:7, 6:4, [10:4] |
| 5.  | 16. August 2025 | Monastir | ITF W15   | Hartplatz | Alena Kovačková | Iwa Iwanowa Jeline Vandromme    | 7:5, 6:2         |

## Abschneiden bei Grand-Slam-Turnieren

### Juniorinneneinzel
| Turnier         | 2025 | Karriere |
| --------------- | ---- | -------- |
| Australian Open | AF   | AF       |
| French Open     | 2    | 2        |
| Wimbledon       | 2    | 2        |
| US Open         |      | —        |

Zeichenerklärung: S = Turniersieg; F, HF, VF, AF = Einzug ins Finale / Halbfinale / Viertelfinale / Achtelfinale; 1, 2, 3 = Ausscheiden in der 1. / 2. / 3. Hauptrunde; nicht ausgetragen

### Juniorinnendoppel
| Turnier         | 2025 | Karriere |
| --------------- | ---- | -------- |
| Australian Open | HF   | HF       |
| French Open     | F    | F        |
| Wimbledon       | HF   | HF       |
| US Open         |      | —        |